# Diaphantania impulsalis
Diaphantania impulsalis là một loài bướm đêm trong họ Crambidae.